# Hermann von Lerbeck
Hermann von Lerbeck (* um 1345; † um 1410) war ein gelehrter Dominikaner und Chronist.

## Leben
Über das Leben von Hermann von Lerbeck sind nur wenige Daten bekannt. Überliefert ist einzig eine päpstliche Ernennungsurkunde aus dem Jahre 1391. Der Name von Lerbeck lässt vermuten, dass Hermann aus dem heute zu Porta Westfalica gehörenden Dorf Lerbeck stammt. Ein gleichnamiges Ministerialengeschlecht, das in der Gegend um Minden Land besaß, findet in Urkunden des 13. bis 15. Jahrhunderts gelegentlich Erwähnung.
Hermann von Lerbeck ist um 1365 in das Dominikanerkloster Sankt Pauli in Minden eingetreten. Dort dürfte er Kontakt zu dem Chronisten Heinrich von Herford gehabt haben, dessen Werke ihm später auch als Quelle dienten. Etwa 1380 vollendete er seine Mindener Bistumsgeschichte „Catalogus episcoporum Mindensium“, die die Jahre von 780 bis 1379 umfasste. Papst Bonifaz IX. ernannte ihn 1391 zum Kaplan. Die folgende Zeit verbrachte er am Hof der Grafen von Schaumburg, wo er zwischen 1400 und 1404 sein „Chronicon comitum Schauwenburgensium“ schrieb, das die Zeit ab 1030 beleuchtet. Durch Hinweise anderer Dominikaner aus dem 15. Jahrhundert ist bekannt, dass Hermann von Lerbeck auch eine Chronik des Herzogs Widukind schrieb.
Seine Werke zeichneten sich durch eine klare und sachliche Darstellung aus, wobei er der Versuchung widerstand, seine Wissenslücken durch Legendenbildung zu verbergen.

## Werke
- Catalogus episcoporum Mindensium
- Chronicum Comitum Schauvvenburgensium